# Hierocles (proconsul)
Hierocles was eerst proconsul van Bithynia en nadien praefectus Alexandriae et Aegypti, in de tijd van Diocletianus (284—305).
Het wordt gezegd dat de vervolging van christenen door deze keizer, in 302, hoofdzakelijk toe te schrijven is aan Hierocles, die een man van geweldige filosofische verdiensten was en al zijn macht aanwendde om de christenen en hun godsdienst te onderdrukken. Hij gaf de polytheïstische begrippen van de niet-christenen een diepere betekenis, die alleen door het volk verkeerd begrepen en opgenomen werd (Lactant. Instil. Div. V 2, de Mort. De persecut. 16.). Met dit onderwerp voor ogen publiceerde hij een werk tegen de christenen, waarin hij trachtte de tegenstrijdigheid in hun heilige boeken, zowel in het historische als doctrinaire deel, aan te tonen. Het droeg de titel Λόγοι φιλαληθεις πρὸς τους Χρισтιανους (Nederlands: Woorden van een waarheidsvriend tegen de christenen) en bestond uit twee boeken; het werk zelf is verloren gegaan, maar wij kunnen ons nog steeds een idee ervan vormen op basis van wat Lactantius daarover opmerkt (Div. Instit. l. c.) en meer bepaald over de weerlegging die Eusebius van Caesarea daarop schreef. Wij zien hier dat Hierocles het karakter van Jezus Christus en zijn apostelen aanviel en hem op eenzelfde hoogte plaatste als Apollonius van Tyana(Cf. Fabric., Bibl. Graec. vol. I, p. 792; Cave, Hist. Lit. vol. I, p. 131, vol. II p. 99; Pearson, Prolegomena to Hierocles, p. XIII ed. Needham, die hem nochtans verwart met Hierocles van Alexandrië)

## Referentie
- W. Smith, art. Hierocles, literary (4), in W. Smith, A Dictionary of Greek and Roman Biography and Mythology, Londen, 1870, II, p. 453.